# Buddy Campbell
Howard Wayne „Buddy“ Campbell (* 14. Mai 1943 in Huntington, New York) ist ein ehemaliger US-amerikanischer Eisschnellläufer.
Campbell nahm vorwiegend an nationalen Wettbewerben teil. Dabei gewann er in den Jahren 1965 sowie 1967 den US-Hallen-Mehrkampftitel und im Jahr 1963 die Nordamerika-Hallenmeisterschaft sowie die Nordamerika-Freiluftmeisterschaft. Bei seiner einzigen Teilnahme an Olympischen Winterspielen im Februar 1964 in Innsbruck belegte er den 25. Platz über 1500 m.

## Persönliche Bestzeiten
| Disziplin | Zeit       | Datum             | Ort      |
| --------- | ---------- | ----------------- | -------- |
| 1500 m    | 2:08,9 min | 1. Dezember 1963  | Rosemont |
| 3000 m    | 4:56,3 min | 15. Januar 1964   | Moss     |
| 5000 m    | 8:13,5 min | 26. Dezember 1963 | Rosemont |